# Senopati Nusantara
Senopati Nusantara var ett RoRo-fartyg som användes som passagerarfärja och som förliste i en storm över Javasjön den 30 december 2006.

## Fartyget
Fartyget byggdes 1990.

## Förlisningen
Natten mellan den 29 december och den 30 december 2006 var fartyget på väg från Kalimantan, vilket är indonesiska benämningen på ön Borneo, till hamnstaden Semarang i provinsen Jawa Tengah på ön Java med i cirka 500 passagerare då fartyget sjönk i hårt väder. Flera tiotals passagerare räddades från livflottar.